# Stad Nadi al-Wasl
Stad Nadi al-Wasl – stadion piłkarski w Dubaju, w Zjednoczonych Emiratach Arabskich. Pojemność obiektu wynosi 18 000 widzów. Swoje mecze rozgrywa na nim drużyna Al-Wasl Dubaj.